# Hatsumi Morinaga
Hatsumi Morinaga (japonès: 守永初美)  (Nagoya, 4 de gener de 1979) és una excantant de J-Pop japonesa. El seu primer senzill "Aozora no Knife" va ser creat per al videojoc "Bust A Move" i va rebre un gran èxit mundial per part dels seguidors d'aquell videojoc. Dades sobre la cantant gairebé no n'hi ha a causa del fet que únicament va llançar tres senzills.

## Discografia

### Senzills
- Aozora no Knife (青空のknife, Aozora no Knife) (01-28-1998)
- Kakumei Mitai na Kanjou (革命みたいな感情, Kakumei Mitai na Kanjou) (09-02-1998)
- SAVE OUR SONG (12-02-1998)